# Вахитов, Мулланур Муллазянович
Мулланур Муллазянович Вахитов (тат. Мулланур Муллаҗан улы Вахитов; 10 августа 1885, Казаево, Кунгурский уезд — 19 августа 1918, Казань) — участник Гражданской войны, татарский революционер и общественно-политический деятель.

## Биография
Родился в семье торговца. Во многих источниках местом рождения значится деревня Казаево Пермской губернии. В метрической книге этого села сохранилась запись о рождении Вахитова. Однако мать Вахитова, Уммегульсум Мустафиевна Казакова, указывала, что сын родился в Казани, а путаница из-за преждевременных родов. Молодые родители Вахитова направлялись на известную Макарьевскую ярмарку в Нижегородской губернии. Проезжая около Казани, молодой Уммегульсум внезапно стало плохо, и отец Вахитова принял решение остановиться у родственников в городе. Причиной плохого самочувствия послужило преждевременное рождение мальчика, которому дали имя Мулланур. Этот факт отражён в метрической книге казанской мечети Марджани за 1885 год, там имеется запись о рождении Мулланура с указанием родителей: «Муллаҗан бин Әхмәт Пермь губернасы Күнгәр сәүдәгәре, әнкәсе Өммегөлсем бинт Мостафа».
В 1899 году поступил в училище и присоединился к группе учащихся, которой руководили социал-демократы.
Участвовал в революции 1905—1907 годов в Казани.
В это же время стал членом Санкт-Петербургского политехнического института.
В 1912 году перевёлся на юридический факультет Петербургского психоневрологического института, где встречался с Владимиром Бехтеревым, Михаилом Фрунзе, Яном Гамарником и Ларисой Рейснер. Также с 1912 по 1914 год Вахитов печатался в «Мусульманской газете», где поднимал вопросы по реформации самосознания татарского народа, а также о возрождении ислама. Кроме написания текстов, Вахитов занимался и редакторской деятельностью в газете «Игенче».
Организовал кружок студентов-мусульман. В 1916 году за неуплату взноса за обучение был отчислен.
После Февральской революции снова в Казани, где организовал Мусульманский социалистический комитет и руководил им. Вёл антивоенную и революционную пропаганду с помощью печатного органа МСК газеты «Красное знамя» (тат. Кызыл байрак).
В октябре 1917 года стал членом казанского ВРК и участвует в установлении советской власти в городе.
Был избран членом Учредительного собрания. Выехал в Петроград для участия в деятельности собрания.
Там встречался с Лениным и по его совету 17 января 1918 года возглавил Комиссариат по делам мусульман Внутренней России.
Во время деятельности в коллегии Наркомнаца подписал Положение о Татаро-Башкирской Советской Республике и стал инициатором созыва первой Всероссийской конференции рабочих-мусульман. Направил в Казань отряд матросов для ликвидации Забулачной республики (татаро-башкирский Урало-Волжский штат).
В июле 1918 года был назначен чрезвычайным комиссаром по продовольствию в Поволжье. В августе выехал в Казань для мобилизации сил против белых.
После штурма Казани Народной армией КОМУЧа М. М. Вахитов был арестован и казнён.
Похоронен на Архангельском кладбище Казани.

## Память

### Казань
В 1922 году бывшему стеариновому и мыловаренному заводу братьев Крестовниковых присвоили имя М. М. Вахитова, он получил название «Государственный мыловаренный, свечной и химический завод № 1 имени Мулла-Нур Вахитова» (впоследствии Химкомбинат имени Вахитова, ныне — «Нэфис-Косметикс»).
В 1924 году все «николаевские» улицы в историческом районе Николаевская слобода были переименованы в честь Вахитова (Вахитовская (Вахитова), 1-я, 2-я и 3-я Поперечно-Вахитовские, 1-я и 2-я Мало-Вахитовские (с 1927 года Ново- и Старо-Вахитовские). До настоящего времени своё название сохранила лишь Ново-Вахитовская улица.
В 1962 году имя Вахитова получила площадь, у которой располагается химкомбинат имени Вахитова.
В 1973 году в честь Мулланура Вахитова был назван городской район, занимавший восточную часть центра города, который в 1995 году был увеличен и охватил весь центр.
Также в честь революционера названа железнодорожная станция Вахитово в центре города.
В 1985 году в Татарской АССР отмечалось 100-летие со дня рождения М. Вахитова. Его именем была названа новая улица (ранее часть Чистопольской улицы), расположенная в зареченской части Казани, с 2000-х годов — часть Малого Казанского кольца. На центральной площади Казани на холме был установлен величественный памятник Вахитову, который в конце 2000-х годов предполагалось перенести на площадь Вахитова.

### Татарстан
В Нижнекамске есть проспект Вахитова, а также бюст Вахитова, расположенный на территории городской больницы (бывшая поликлиника № 2).
Также проспект Вахитова есть в городе Набережные Челны и татарская гимназия № 2, которая носит имя Мулланура Вахитова. Улица Вахитова есть в городах Бугульма, Белебей, Буинск, Ишимбай, Нурлат, Чистополь.
В 1970 году в Лениногорске установлен бюст Вахитову.
В 1970 году двухпалубный теплоход «Анадырь» (построен в Венгрии в 1960 году) переименован в «М. Вахитов»
Колхоз имени Вахитова в деревне Янга-Сала в Арском районе ТАССР.
Деревня имени Мулланура Вахитова в Верхнеуслонском районе Республики Татарстан.
Деревня имени Мулланура Вахитова в Буинском районе Республики Татарстана, Почтовый индекс: 422401 (основано в 1920г.). Обиходное название Нурвахитово.
Деревня имени Мулланура Вахитова в Алькеевском районе Республики Татарстан.

### Прочее
В Нижнем Новгороде в честь революционера назван переулок, примыкающий к улице Рождественской. Кроме того, улицы Вахитова есть в городах Астрахань, Тюмень, Кунгур, Белебей, Ишимбай.